# Grodzisko (powiat kędzierzyńsko-kozielski)
Grodzisko (dodatkowa nazwa w j. niem. Grötsch) – wieś w Polsce położona w województwie opolskim, w powiecie kędzierzyńsko-kozielskim, w gminie Pawłowiczki. W 2011 roku liczba mieszkańców we wsi Grodzisko wynosi 134.
W latach 1975–1998 miejscowość należała administracyjnie do województwa opolskiego.
Leży na terenie Nadleśnictwa Prudnik (obręb Prudnik).

## Historia
Od końca XVIII w. do 1933 r. na wizerunku pieczęci gminnej wsi umieszczono stóg siana, na nim ptak z rozpostartymi skrzydłami, po obu stronach stogu wbite po jednej łopacie.